# Exit Wounds (album)
Exit Wounds – ósmy album studyjny szwedzkiego zespołu death metalowego The Haunted. Wydawnictwo ukazało się 25 sierpnia 2014 roku nakładem wytwórni muzycznej Century Media Records. Partie wokalne zostały nagrane w Sunmountain Facilities w Sztokholmie. Partie gitar nagrano w Eleven Studios w Linköping i Fuckface Studios w Sztokholmie. Natomiast partie gitary basowej nagrano w Haunted House Studios w Fjugesta. Re-amping oraz parte perkusji zrealizowano w Antfarm Studio w Århus w Danii.
W ramach promocji do pochodzącego z płyty utworu "Cutting Teeth", który wyreżyserował Jakob Arevarn.

## Lista utworów
Opracowano na podstawie materiału źródłowego.
1. "317" - 1:31
2. "Cutting Teeth" - 3:24
3. "My Salvation" - 4:02
4. "Psychonaut" - 3:24
5. "Eye Of The Storm" - 3:49
6. "Trend Killer" - 3:12
7. "Time (Will Not Heal)" - 3:41
8. "All I Have" - 3:04
9. "Temptation" - 3:17
10. "My Enemy" - 1:00
11. "Kill The Light" - 4:08
12. "This War" - 2:28
13. "Infiltrator" - 3:32
14. "Ghost In The Machine" - 3:36

## Twórcy
Opracowano na podstawie materiału źródłowego.

- Ola Englund - gitara rytmiczna, gitara prowadząca
- Marco Aro - wokal prowadzący
- Patrik Jensen - gitara rytmiczna, gitara prowadząca
- Adrian Erlandsson - perkusja, instrumenty perkusyjne
- Jonas Björler - gitara basowa
- Jed Simon - gościnnie gitara prowadząca (6)
- Chuck Billy - gościnnie wokal (6)
- Matte - gościnnie wokal
- Jocke Skog - realizacja nagrań
- Olle Carlsson - zdjęcia
- Andreas Diaz Pettersson, Carsten Drescher - oprawa graficzna
- Tue Madsen - realizacja nagrań, produkcja muzyczna, miksowanie

## Wydania
| Rok  | Nr katalogowy | Format              | Wydawca               | Region                                     | Źródło |
| ---- | ------------- | ------------------- | --------------------- | ------------------------------------------ | ------ |
| 2014 | 9122-2        | CD, Album           | Century Media Records | Stany Zjednoczone                          | [ 4 ]  |
| 2014 | 9984222       | CD, Album           | Century Media Records | Europa                                     | [ 4 ]  |
| 2014 | 9984220       | CD, Album, Ltd, Dig | Century Media Records | Europa                                     | [ 4 ]  |
| 2014 | 9984221       | LP                  | Century Media Records | Wielka Brytania, Europa, Stany Zjednoczone | [ 4 ]  |
| 2014 | 9984221       | LP, Album           | Century Media Records | Wielka Brytania, Europa, Stany Zjednoczone | [ 4 ]  |
| 2014 | 9984221       | LP, Album, Ltd, Cle | Century Media Records | Wielka Brytania, Europa, Stany Zjednoczone | [ 4 ]  |
| 2014 | 9984221       | LP, Album, Ltd, Whi | Century Media Records | Europa                                     | [ 4 ]  |